# 2017-es virágvasárnapi robbantások
2017. április 9-én, virágvasárnap kettős robbantás történt Egyiptomban, Tanta város Szent György-templomában, majd az alexandriai Szent Márk-katedrálisnál, a kopt pápa székhelyén.
Legalább 45-en meghaltak és 136-an megsérültek az öngyilkos merényletekben, melyekért az Iszlám Állam terrorszervezet vállalta a felelősséget.
A terrortámadások miatt Egyiptomban rendkívüli állapotot hirdettek.